# Pardosa ontariensis
Pardosa ontariensis är en spindelart som beskrevs av Willis J. Gertsch 1933. Pardosa ontariensis ingår i släktet Pardosa och familjen vargspindlar. Inga underarter finns listade i Catalogue of Life.